# Clonostachys
Clonostachys es un género de hongos de la familia Bionectriaceae. Incluye las especies:
Clonostachys asymmetrica (Samuels) Schroers 2001
Clonostachys buxi (J. C. Schmidt ex Link) Schroers 2001
Clonostachys candelabrum (Bonord.) Schroers 2001
Clonostachys compactiuscula (Sacc.) D. Hawksw. & W. Gams 1975
Clonostachys impariphialis (Samuels) Schroers 2001
Clonostachys pseudosetosa (Samuels) Schroers 2001
Clonostachys rosea (Link) Schroers, Samuels, Seifert & W. Gams 1999
Clonostachys setosa (Vittal) Schroers 2001
Clonostachys solani (Harting) Schroers & W. Gams 2001